# Angelo Carrara
Pour les articles homonymes, voir Carrara.
Angelo Carrara est un producteur de musique italien, né à Milan le 26 janvier 1945, mort dans cette ville le 27 mars 2012.
Il a lancé des artistes tels que Franco Battiato, Luciano Ligabue et Povia. 

## Biographie
Sa carrière démarre en 1970 comme musicien dans le groupe ‘’Le Mani’’.
En 1973, il fonde le label ‘’Trident’’, qui produit jusqu’en 1975 de nombreux disques de musique progressive, l’un des groupes les plus connus est ‘’The Trip’’.
En 1981, il lance la maison de disques ‘’Target’’, avec laquelle il produit de grands artistes : Alice, Aleandro Baldi, Franco Battiato, Pierangelo Bertoli, Cristiano De André, Eugenio Finardi, Luciano Ligabue, Mango, Povia et les Timoria.
Fin des années 1980, par le biais d’une cassette Ligabue rentre en contact avec Pierangelo Bertoli, celui-ci est séduit par deux chansons de Ligabue : Sogni di rock'n'roll et Figlio di un cane il décide de les enregistrer sur son prochain album, et de le présenter à son producteur Angelo Carrara.
En 2008, à la suite d'un litige avec Povia, il interrompt leur collaboration.

## Disque produits par Angelo Carrara
| Année | Interprète         | Titre de l'album                                 | Label          |
| 1979  | Franco Battiato    | L'era del cinghiale bianco                       | EMI            |
| 1980  | Alice              | Capo Nord                                        | EMI            |
| 1980  | Franco Battiato    | Patriots                                         | EMI            |
| 1981  | Alice              | Alice                                            | EMI            |
| 1981  | Franco Battiato    | La voce del padrone                              | EMI            |
| 1981  | Giuni Russo        | Energie                                          | CGD            |
| 1981  | Eugenio Finardi    | Finardi                                          | Fonit Cetra    |
| 1982  | Eugenio Finardi    | Secret Streets                                   | Fonit Cetra    |
| 1982  | Alice              | Azimut                                           | EMI            |
| 1982  | Franco Battiato    | L'arca di Noè                                    | EMI            |
| 1983  | Alice              | Falsi allarmi                                    | EMI            |
| 1983  | Eugenio Finardi    | Dal blu                                          | Fonit Cetra    |
| 1983  | Franco Battiato    | Orizzonti perduti                                | EMI            |
| 1983  | Giuni Russo        | Vox                                              | CGD            |
| 1984  | Giuni Russo        | Mediterranea                                     | CGD            |
| 1985  | Alice              | Gioielli rubati                                  | EMI            |
| 1985  | Franco Battiato    | Mondi lontanissimi                               | EMI            |
| 1985  | Franco Battiato    | Echoes of Sufi Dances                            | EMI            |
| 1987  | Pierangelo Bertoli | Canzone d'autore                                 | CGD            |
| 1988  | Pierangelo Bertoli | Tra me e me                                      | CGD            |
| 1989  | Franco Battiato    | Giubbe rosse                                     | EMI            |
| 1989  | Pierangelo Bertoli | Sedia elettrica                                  | CGD            |
| 1990  | Luciano Ligabue    | Ligabue                                          | WEA            |
| 1990  | Pierangelo Bertoli | Oracoli                                          | Dischi Ricordi |
| 1990  | Giuni Russo        | Le più belle canzoni                             | CGD            |
| 1991  | Luciano Ligabue    | Lambrusco coltelli rose & popcorn                | WEA            |
| 1991  | Tomatoe            | Tomato                                           | WEA            |
| 1992  | Pierangelo Bertoli | Italia d'oro                                     | Dischi Ricordi |
| 1993  | Luciano Ligabue    | Sopravvissuti e sopravviventi                    | WEA            |
| 1993  | Pierangelo Bertoli | Gli anni miei                                    | Dischi Ricordi |
| 1994  | ClanDestino        | Clan Destino                                     | Target         |
| 1995  | ClanDestino        | Cuore-Stomaco-Cervello                           | Target         |
| 2000  | Pierangelo Bertoli | Le più belle canzoni                             | CGD            |
| 2005  | Povia              | Evviva i pazzi... che hanno capito cos'è l'amore | Target         |
| 2006  | Povia              | I bambini fanno "ooh"... la storia continua...   | Target         |
| 2007  | Povia              | La storia continua... la tavola rotonda          | Target         |